# Ragnvald A. Nestos

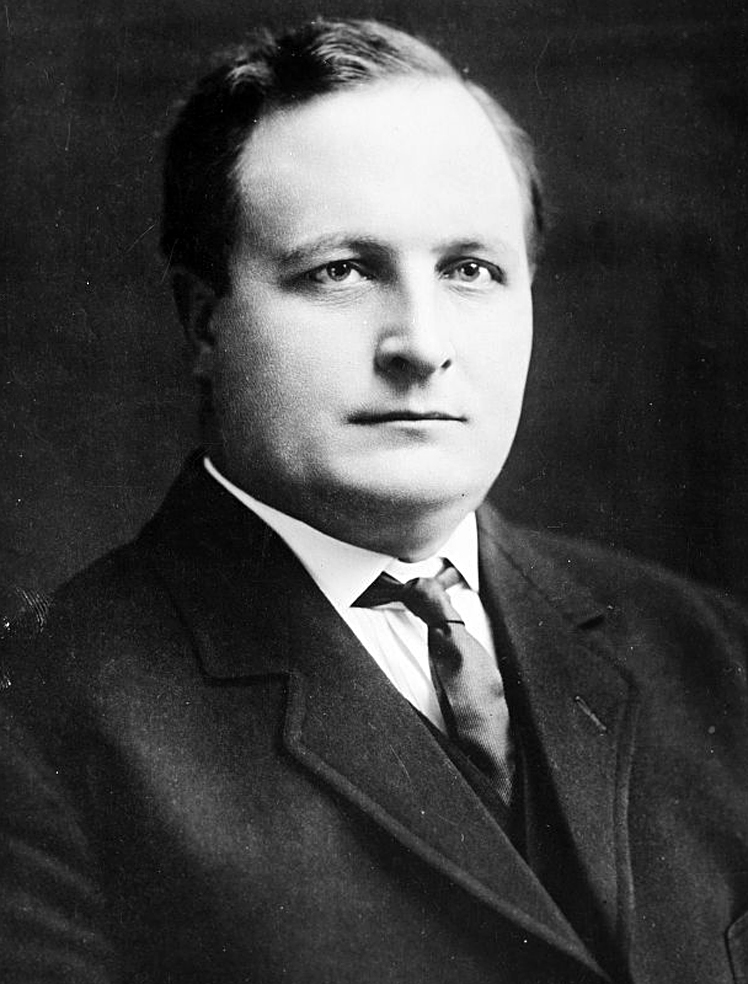
Ragnvald A. Nestos

Ragnvald Anderson Nestos (* 12. April 1877 in Voss, Norwegen; † 15. Juli 1942 in Minot, North Dakota) war ein US-amerikanischer Politiker und von 1921 bis 1925 der 13. Gouverneur des Bundesstaates North Dakota.

## Frühe Jahre und politischer Aufstieg
Nestos wurde 1877 als Rognald Andressøn Nestaas als ältester Sohn des Bauern Andres (oder Anders) Rognaldssøn und dessen Frau Herborg Pedersdatter auf dem Hof Nestås westlich von Vossevangen geboren. 1893 emigrierte er 16-jährig mit seinem gleichaltrigen Fetter, der ebenfalls Rognald hieß nach Buxton in North Dakota. Dort musste er zunächst einmal Englisch lernen. Danach besuchte er die örtlichen Schulen und verdiente sich als Hilfsarbeiter in verschiedenen Berufen sein Geld. Unter anderem war er auch Holzfäller. Später setzte er seine Ausbildung an der University of Wisconsin und der University of North Dakota fort. An der letzteren Universität machte er im Jahr 1904 sein juristisches Examen. Daraufhin begann er eine erfolgreiche Karriere als Anwalt in Minot.
Zwischen 1911 und 1913 war Nestos Abgeordneter im Repräsentantenhaus von North Dakota. Von 1913 bis 1917 fungierte er als Bezirksstaatsanwalt im Ward County. Inzwischen war Nestos, der ursprünglich der Republikanischen Partei angehörte, der Independent Voters Association (IVA) beigetreten und wurde als deren Kandidat bei einer außerordentlichen Gouverneurswahl zum neuen Gouverneur von North Dakota gewählt. Die Sonderwahl war notwendig geworden, weil die Opposition gegen den amtierenden Gouverneur Lynn Frazier immer stärker geworden war. Eine kurz vorher in Kraft getretene Verfassungsänderung machte diese Sonderwahl erst möglich. Hintergrund waren harte politische Auseinandersetzungen zwischen den beiden neu entstandenen Parteien NPL und IVA (siehe unten). Die oppositionelle IVA sah in der Industriekommission und der Gründung staatlicher Betriebe unter Gouverneur Frazier einen Grund für die damals aufgekommene Wirtschaftskrise und betrieb erfolgreich die Absetzung des Gouverneurs durch einen Recall. Frazier war damit der erste Gouverneur eines US-Bundesstaates, der auf diese Weise sein Amt verlor. Insgesamt wiederholte sich dieses Verfahren bis heute nur noch einmal in Kalifornien im Jahr 2003, als Gouverneur Gray Davis durch Arnold Schwarzenegger ersetzt wurde.

## Neue Parteien in North Dakota
In den Jahren nach 1915 waren die beiden traditionellen Parteien, die Republikaner und die Demokraten, in North Dakota etwas in den Hintergrund getreten. Dafür hatten die Nonpartisan League (NPL) und die Independent Voters Association (IVA) vorübergehend deren Platz eingenommen. Beide standen in scharfer Opposition zueinander. Die eher sozialistische Standpunkte vertretende NPL war kurzzeitig bundesweit organisiert, erreichte aber in North Dakota ihre größten Erfolge. Mit Lynn Frazier und Walter Maddock stellte sie in diesem Staat zwischen 1917 und 1929 zwei Gouverneure. Die IVA wurde als Opposition zu der NPL von konservativen und kapitalistischen Kräften gegründet, deren Interessen sie vertrat. Mit Ragnvald Nestos und George F. Shafer stellte sie in den 1920er Jahren ebenfalls zwei Gouverneure. Seit 1933 spielten beide Parteien in North Dakota keine größere Rolle mehr. Die Republikaner und die Demokraten stellten die alten Machtverhältnisse wieder her.

## Gouverneur von North Dakota
Nach der gewonnenen Sonderwahl trat Nestos sein neues Amt am 23. November 1921 an. Nachdem er im Jahr 1922 die regulären Wahlen gewonnen hatte, konnte er bis zum 7. Januar 1925 als Gouverneur amtieren. In dieser Zeit wurde die Position eines staatlichen Gesundheitsdirektors geschaffen, was in etwa einem Gesundheitsminister entspricht. Außerdem wurde das staatliche Bankensystem reformiert. Ebenfalls in dieser Zeit übernahm North Dakota das bundesweite Registrierungssystem von Geburten und Todesfällen. Nestos förderte auch die Schulpolitik und bekämpfte vor allem das Analphabetentum. Im Jahr 1924 bemühte sich Nestos erfolglos um eine dritte Amtszeit.
Nach dem Ende seiner Gouverneurszeit wurde Nestos wieder als Anwalt tätig. Im Jahr 1932 war er, nachdem er sich wieder den Republikanern zugewandt hatte, Delegierter zur Republican National Convention in Chicago. Ragnvald Nestos, der zeitlebens unverheiratet blieb, starb im Jahr 1942.